# Bộ Chính trị Ban Chấp hành Trung ương Đảng Cộng sản Việt Nam khóa XIII
Bộ Chính trị Ban Chấp hành Trung ương Đảng Cộng sản Việt Nam khóa XIII nhiệm kì 2021-2026 gồm 18 ủy viên được bầu tại Đại hội Đảng Cộng sản Việt Nam XIII do Tổng Bí thư Nguyễn Phú Trọng đứng đầu. Hiện nay, Bộ Chính trị gồm 14 người do Tổng Bí thư Tô Lâm đứng đầu sau khi ông được bầu vào ngày 3 tháng 8 năm 2024, kế nhiệm Tổng Bí thư Nguyễn Phú Trọng sau khi ông từ trần.

## Lãnh đạo chủ chốt của Đảng và Nhà nước
- Tổng Bí thư: 
  - Nguyễn Phú Trọng (đến 19 tháng 7, 2024)
  - Tô Lâm (từ 03 tháng 8 năm 2024)
- Chủ tịch nước:
  - Nguyễn Xuân Phúc (đến 18 tháng 1, 2023)
  - Võ Văn Thưởng (từ 2 tháng 3, 2023 đến 21 tháng 3, 2024)
  - Tô Lâm (từ 22 tháng 5 đến 21 tháng 10, 2024)
  - Lương Cường (từ 21 tháng 10,2024 đến nay)
- Thủ tướng: Phạm Minh Chính
- Chủ tịch Quốc hội:
  - Vương Đình Huệ (đến 2 tháng 5, 2024)
  - Trần Thanh Mẫn (từ 20 tháng 5, 2024 đến nay)

## Thay đổi nhân sự trong Bộ Chính trị
Ban Chấp hành Trung ương Đảng khóa XIII chứng kiến nhiều đáng kể các thay đổi, xáo trộn ở các chức vụ trong Bộ Chính trị với 7 ủy viên mất chức và 1 ủy viên từ trần giữa nhiệm kỳ. Danh sách sau liệt kê các thay đổi nhân sự trong Bộ Chính trị theo dòng thời gian.
| Giải thích thuật ngữ | Giải thích thuật ngữ | Giải thích thuật ngữ                                                                                          |
| STT                  | Thuật ngữ            | Ý nghĩa |
| -------------------- | -------------------- | --- |
| 1                    | cho thôi             | Ngày mà Ban Chấp hành Trung ương Đảng cho cá nhân này thôi giữ các chức vụ Đảng, bao gồm Ủy viên Bộ Chính trị |
| 2                    | miễn nhiệm           | Ngày mà Quốc hội miễn nhiệm cá nhân này khỏi các chức vụ Nhà nước sau khi rời Bộ Chính trị                    |
| 3                    | nhậm chức            | Ngày mà cá nhân này được Đảng/Quốc hội bầu giữ chức vụ Đảng/Nhà nước mới                                      |
| 4                    | chỉ định             | Ngày mà cá nhân này được Bộ Chính trị chỉ định giữ chức vụ Đảng mới                                           |
| 5                    | mãn nhiệm            | Ngày mà cá nhân này thôi giữ một số chức vụ sau khi được chuyển qua giữ chức vụ mới                           |

| STT | Tiền nhiệm (ngày thôi chức)                                               | Chức vụ                                                                    | Kế nhiệm (ngày nhậm chức)                     | Nguồn             |
| --- | ------------------------------------------------------------------------- | -------------------------------------------------------------------------- | --------------------------------------------- | ----------------- |
| 1   | Phạm Bình Minh cho thôi: 30 tháng 12, 2022; miễn nhiệm: 5 tháng 1, 2023   | Ủy viên Bộ Chính trị                                                       | —                                             | [ 2 ] [ 3 ]       |
| 1   | Phạm Bình Minh cho thôi: 30 tháng 12, 2022; miễn nhiệm: 5 tháng 1, 2023   | Phó Bi thư Ban Cán sự Đảng Chính phủ                                       | Nguyễn Hòa Bình nhậm chức: 28 tháng 8, 2024   | [ 2 ] [ 3 ]       |
| 1   | Phạm Bình Minh cho thôi: 30 tháng 12, 2022; miễn nhiệm: 5 tháng 1, 2023   | Phó Thủ tướng Thường trực Chính phủ                                        | Nguyễn Hòa Bình nhậm chức: 28 tháng 8, 2024   | [ 2 ] [ 3 ]       |
| 2   | Nguyễn Xuân Phúc cho thôi: 17 tháng 1, 2023; miễn nhiệm: 18 tháng 1, 2023 | Ủy viên Bộ Chính trị                                                       | —                                             | [ 4 ] [ 5 ] [ 6 ] |
| 2   | Nguyễn Xuân Phúc cho thôi: 17 tháng 1, 2023; miễn nhiệm: 18 tháng 1, 2023 | Chủ tịch nước                                                              | Võ Văn Thưởng nhậm chức: 2 tháng 3, 2023      | [ 4 ] [ 5 ] [ 6 ] |
| 2   | Nguyễn Xuân Phúc cho thôi: 17 tháng 1, 2023; miễn nhiệm: 18 tháng 1, 2023 | Chủ tịch Hội đồng Quốc phòng và An ninh                                    | Võ Văn Thưởng nhậm chức: 2 tháng 3, 2023      | [ 4 ] [ 5 ] [ 6 ] |
| 2   | Nguyễn Xuân Phúc cho thôi: 17 tháng 1, 2023; miễn nhiệm: 18 tháng 1, 2023 | Trưởng ban Chỉ đạo Trung ương về Cải cách tư pháp                          | Võ Văn Thưởng nhậm chức: 2 tháng 3, 2023      | [ 4 ] [ 5 ] [ 6 ] |
| 2   | Nguyễn Xuân Phúc cho thôi: 17 tháng 1, 2023; miễn nhiệm: 18 tháng 1, 2023 | Ủy viên Thường vụ Quân ủy Trung ương                                       | Võ Văn Thưởng chỉ định: 3 tháng 7, 2023       | [ 7 ]             |
| 2   | Nguyễn Xuân Phúc cho thôi: 17 tháng 1, 2023; miễn nhiệm: 18 tháng 1, 2023 | Ủy viên Thường vụ Đảng Ủy Công an Trung ương                               | Võ Văn Thưởng chỉ định: 15 tháng 6, 2023      | [ 8 ]             |
| 3   | Võ Văn Thưởng mãn nhiệm: 6 tháng 3, 2023                                  | Thường trực Ban Bí thư                                                     | Trương Thị Mai chỉ định: 6 tháng 3, 2023      | [ 9 ]             |
| 3   | Võ Văn Thưởng mãn nhiệm: 6 tháng 3, 2023                                  | Phó Trưởng Ban Chỉ đạo Trung ương về Phòng, chống tham nhũng, tiêu cực     | Trương Thị Mai chỉ định: 6 tháng 3, 2023      | [ 9 ]             |
| 4   | Trần Tuấn Anh cho thôi: 31 tháng 1, 2024                                  | Ủy viên Bộ Chính trị                                                       | —                                             | [ 10 ]            |
| 4   | Trần Tuấn Anh cho thôi: 31 tháng 1, 2024                                  | Trưởng ban Kinh tế Trung ương                                              | Trần Lưu Quang chỉ định: 16 tháng 8, 2024     | [ 10 ]            |
| 5   | Võ Văn Thưởng cho thôi: 20 tháng 3, 2024 miễn nhiệm: 21 tháng 3, 2024     | Ủy viên Bộ Chính trị                                                       | —                                             | [ 11 ]            |
| 5   | Võ Văn Thưởng cho thôi: 20 tháng 3, 2024 miễn nhiệm: 21 tháng 3, 2024     | Chủ tịch nước                                                              | Tô Lâm nhậm chức: 22 tháng 5, 2024            | [ 11 ]            |
| 5   | Võ Văn Thưởng cho thôi: 20 tháng 3, 2024 miễn nhiệm: 21 tháng 3, 2024     | Chủ tịch Hội đồng Quốc phòng và An ninh                                    | Tô Lâm nhậm chức: 22 tháng 5, 2024            | [ 11 ]            |
| 5   | Võ Văn Thưởng cho thôi: 20 tháng 3, 2024 miễn nhiệm: 21 tháng 3, 2024     | Trưởng ban Chỉ đạo Trung ương về Cải cách tư pháp                          | Tô Lâm nhậm chức: 22 tháng 5, 2024            | [ 11 ]            |
| 5   | Võ Văn Thưởng cho thôi: 20 tháng 3, 2024 miễn nhiệm: 21 tháng 3, 2024     | Ủy viên Thường vụ Quân ủy Trung ương                                       | Tô Lâm                                        | [ 12 ]            |
| 5   | Võ Văn Thưởng cho thôi: 20 tháng 3, 2024 miễn nhiệm: 21 tháng 3, 2024     | Ủy viên Thường vụ Đảng Ủy Công an Trung ương                               | Tô Lâm chỉ định: 4 tháng 7, 2024              | [ 12 ]            |
| 6   | Vương Đình Huệ cho thôi: 26 tháng 4, 2024 miễn nhiệm: 2 tháng 5, 2024     | Ủy viên Bộ Chính trị                                                       | —                                             | [ 13 ] [ 14 ]     |
| 6   | Vương Đình Huệ cho thôi: 26 tháng 4, 2024 miễn nhiệm: 2 tháng 5, 2024     | Bí thư Đảng đoàn Quốc hội                                                  | Trần Thanh Mẫn nhậm chức: 22 tháng 5, 2024    | [ 13 ] [ 14 ]     |
| 6   | Vương Đình Huệ cho thôi: 26 tháng 4, 2024 miễn nhiệm: 2 tháng 5, 2024     | Chủ tịch Quốc hội                                                          | Trần Thanh Mẫn nhậm chức: 22 tháng 5, 2024    | [ 13 ] [ 14 ]     |
| 6   | Vương Đình Huệ cho thôi: 26 tháng 4, 2024 miễn nhiệm: 2 tháng 5, 2024     | Ủy viên Hội đồng Quốc phòng và An ninh                                     | Trần Thanh Mẫn nhậm chức: 20 tháng 5, 2024    | [ 13 ] [ 14 ]     |
| 7   | Trương Thị Mai cho thôi: 16 tháng 5, 2024                                 | Ủy viên Bộ Chính trị                                                       | —                                             | [ 15 ]            |
| 7   | Trương Thị Mai cho thôi: 16 tháng 5, 2024                                 | Thường trực Ban Bí thư                                                     | Lương Cường chỉ định: 16 tháng 5, 2024        | [ 15 ]            |
| 7   | Trương Thị Mai cho thôi: 16 tháng 5, 2024                                 | Bí thư Trung ương Đảng                                                     | Lương Cường chỉ định: 16 tháng 5, 2024        | [ 15 ]            |
| 7   | Trương Thị Mai cho thôi: 16 tháng 5, 2024                                 | Phó Trưởng ban Ban Chỉ đạo Trung ương về Phòng, chống tham nhũng, tiêu cực | Lương Cường chỉ định: 16 tháng 5, 2024        | [ 15 ]            |
| 7   | Trương Thị Mai cho thôi: 16 tháng 5, 2024                                 | Trưởng ban Tổ chức Trung ương                                              | Lê Minh Hưng chỉ định: 16 tháng 5, 2024       | [ 15 ]            |
| 8   | —                                                                         | Ủy viên Bộ Chính trị                                                       | Lê Minh Hưng chỉ định: 16 tháng 5, 2024       | [ 15 ]            |
| 8   | —                                                                         | Ủy viên Bộ Chính trị                                                       | Nguyễn Trọng Nghĩa chỉ định: 16 tháng 5, 2024 | [ 15 ]            |
| 8   | —                                                                         | Ủy viên Bộ Chính trị                                                       | Bùi Thị Minh Hoài chỉ định: 16 tháng 5, 2024  | [ 15 ]            |
| 8   | —                                                                         | Ủy viên Bộ Chính trị                                                       | Đỗ Văn Chiến chỉ định: 16 tháng 5, 2024       | [ 15 ]            |
| 9   | Tô Lâm mãn nhiệm: 6 tháng 6, 2024                                         | Bí thư Đảng ủy Công an Trung ương                                          | Lương Tam Quang chỉ định: 11 tháng 6, 2024    | [ 16 ]            |
| 9   | Tô Lâm mãn nhiệm: 6 tháng 6, 2024                                         | Bộ trưởng Bộ Công an                                                       | Lương Tam Quang nhậm chức: 6 tháng 6, 2024    | [ 17 ]            |
| 10  | Đinh Tiến Dũng cho thôi: 21 tháng 6, 2024                                 | Ủy viên Bộ Chính trị                                                       | —                                             | [ 18 ]            |
| 10  | Đinh Tiến Dũng cho thôi: 21 tháng 6, 2024                                 | Bí thư Thành ủy Hà Nội                                                     | Bùi Thị Minh Hoài chỉ định: 17 tháng 7, 2024  | [ 18 ]            |
| 10  | Đinh Tiến Dũng cho thôi: 21 tháng 6, 2024                                 | Trưởng đoàn Đại biểu Quốc hội đơn vị Hà Nội                                | Bùi Thị Minh Hoài nhậm chức: 7 tháng 8, 2024  | [ 19 ]            |
| 11  | Nguyễn Phú Trọng từ trần: 19 tháng 7, 2024                                | Ủy viên Bộ Chính trị                                                       | —                                             | [ 20 ]            |
| 11  | Nguyễn Phú Trọng từ trần: 19 tháng 7, 2024                                | Tổng Bí thư Ban Chấp hành Trung ương Đảng                                  | Tô Lâm nhậm chức: 3 tháng 8, 2024             | [ 20 ]            |
| 11  | Nguyễn Phú Trọng từ trần: 19 tháng 7, 2024                                | Bí thư Quân ủy Trung ương                                                  | Tô Lâm nhậm chức: 3 tháng 8, 2024             | [ 20 ]            |
| 11  | Nguyễn Phú Trọng từ trần: 19 tháng 7, 2024                                | Ủy viên Thường vụ Đảng ủy Công an Trung ương                               | Tô Lâm nhậm chức: 3 tháng 8, 2024             | [ 20 ]            |
| 11  | Nguyễn Phú Trọng từ trần: 19 tháng 7, 2024                                | Trưởng ban Ban Chỉ đạo Trung ương về phòng chống tham nhũng, tiêu cực      | Tô Lâm nhậm chức: 3 tháng 8, 2024             | [ 20 ]            |
| 12  | —                                                                         | Ủy viên Bộ Chính trị                                                       | Lương Tam Quang chỉ định: 16 tháng 8, 2024    | [ 21 ]            |
| 13  | Tô Lâm mãn nhiệm: 21 tháng 10, 2024                                       | Chủ tịch nước                                                              | Lương Cường nhậm chức: 21 tháng 10, 2024      | [ 22 ]            |
| 13  | Tô Lâm mãn nhiệm: 21 tháng 10, 2024                                       | Chủ tịch Hội đồng Quốc phòng và An ninh                                    | Lương Cường nhậm chức: 21 tháng 10, 2024      | [ 22 ]            |
| 13  | Tô Lâm mãn nhiệm: 21 tháng 10, 2024                                       | Trưởng ban Chỉ đạo Trung ương về Cải cách tư pháp                          | Lương Cường nhậm chức: 21 tháng 10, 2024      | [ 22 ]            |
| 13  | Tô Lâm mãn nhiệm: 21 tháng 10, 2024                                       | Ủy viên Thường vụ Quân ủy Trung ương                                       | Lương Cường                                   | [ 22 ]            |
| 13  | Tô Lâm mãn nhiệm: 21 tháng 10, 2024                                       | Ủy viên Thường vụ Đảng Ủy Công an Trung ương                               | Lương Cường                                   | [ 22 ]            |
| 14  | Lương Cường mãn nhiệm: 25 tháng 10, 2024                                  | Thường trực Ban Bí thư                                                     | Trần Cẩm Tú chỉ định: 25 tháng 10, 2024       | [ 23 ]            |
| 14  | Lương Cường mãn nhiệm: 25 tháng 10, 2024                                  | Phó Trưởng Ban Chỉ đạo Trung ương về Phòng, chống tham nhũng, tiêu cực     | Trần Cẩm Tú chỉ định: 25 tháng 10, 2024       | [ 23 ]            |
| 15  | Trần Cẩm Tú mãn nhiệm: 23 tháng 1, 2025                                   | Chủ nhiệm Ủy ban Kiểm tra Trung ương                                       | Nguyễn Duy Ngọc chỉ định: 23 tháng 1, 2025    | [ 24 ]            |
| 16  | —                                                                         | Ủy viên Bộ Chính trị                                                       | Nguyễn Duy Ngọc chỉ định: 23 tháng 1, 2025    | [ 24 ]            |